# IYPT 2012
O IYPT 2012 foi a vigésima quinta edição do Torneio Internacional de Jovens Físicos (International Young Physicists' Tournament). A competição foi realizada entre os dias 20 e 29 de julho de 2012 na cidade de Bad Saulgau, Alemanha.
Esta edição contou com a quantidade recorde de 28 países participantes. Participaram do "Physics Fight Final" os times da Coreia do Sul, Irã e Singapura, sendo que o primeiro sagrou-se campeão pela terceira vez.
O Brasil assegurou a décima posição e conquistou a medalha de bronze, terminando à frente de países veteranos como Rússia, República Popular da China e França.

## Cidade-sede
Após uma breve passagem pelo Oriente Médio em 2011, o IYPT voltou para a Europa tendo como cidade-sede Bad Saulgau na Alemanha.
Os "Physics Fights" ocorreram nas instalações do Student Research Center South-Wuerttemberg.

## Participação do Brasil
A equipe brasileira foi selecionada com base nos resultados do IYPT Brasil 2012, realizado de 4 a 6 de maio em São Paulo, com a organização da B8 Projetos Educacionais.
Com isso, foram selecionados os estudantes:
- João Gabriel Faria e Miranda (capitão)
- Guilherme Ribeiro Moreira
- Bárbara Cruvinel Santiago
- Liara Guinsberg
- Ibraim Rebouças

A delegação foi liderada pelo representante da B8 Projetos Educacionais Thiago Frigerio de Carvalho Serra e representada no júri pelo Prof. Rawlinson Ibiapina.

## Torneio Internacional
A programação geral seguiu o padrão implementado das edições anteriores, com os Physics Fights classificatórios divididos em quatro dias, porém sem um dia de intervalo em relação ao PF Final.
No final das atividades, o IOC se reuniu em Stuttgart para discussão do regulamento e dos problemas do IYPT do ano seguinte. Foi aprovada a candidatura de Taipei, Taiwan, como sede do IYPT 2013.
Programação resumida
- 20 de julho: Chegada das delegações, Reunião do IOC, Workshop do Júri.
- 21 de julho: Cerimônia de Abertura, PF#01.
- 22 de julho: PF#02, PF#3.
- 23 de julho: PF#04, Atividade cultural.
- 24 de julho: PF#05, Atividade cultural.
- 25 de julho: PF Final, Passeio turístico.
- 26 de julho: Passeio turístico, Cerimônia de Encerramento.
- 27 de julho: Partida das delegações, Reunião do IOC.
- 28 de julho: Reunião do IOC.
- 29 de julho: Partida do IOC.

## Resultado Final
A delegação da Coreia do Sul venceu o "Physics Fight Final", sendo proclamada campeã geral do IYPT 2012. Singapura e Irã foram as outras equipes finalistas e por isso também receberam medalhas de ouro.
Bielorrússia, Alemanha, Taiwan, Suíça e Áustria ficaram com medalhas de prata. Eslováquia, Brasil, Geórgia, Rússia, Nova Zelândia e França receberam o bronze.